# هارو تومیاما
هارو تومیاما (انگلیسی: Haruo Tomiyama; ۱ ژانویهٔ ۱۹۳۵ – ۱۵ اکتبر ۲۰۱۶) عکاس اهل ژاپن بود.